# Ron Pope
Ron Pope (født  23. januar 1983) er en amerikansk pop og rock singer-songwriter og pianist. Hans mest kendte sang er A drop in the ocean, som han skrev i 2005 sammen med  Zach Berkman.

## Diskografi
| Album                                 | År   |
| ------------------------------------- | ---- |
| Daylight                              | 2008 |
| The Bedroom Demos                     | 2009 |
| Goodbye, Goodnight                    | 2009 |
| Hello, Love                           | 2009 |
| The New England Sessions              | 2010 |
| Ron Pope Live & Unplugged in New York | 2010 |
| Whatever It Takes                     | 2011 |

## Eksterne kilder og henvisninger
- Om Ron Pope